# Hyphessobrycon panamensis
Hyphessobrycon panamensis es una especie de pez de la familia Characidae en el orden de los Characiformes.

## Morfología
Los machos pueden llegar alcanzar los 4,4 cm de longitud total.

## Alimentación
Come insectos terrestres.

## Hábitat
Vive en zonas de clima tropical entre 24 °C - 26 °C de temperatura.

## Distribución geográfica
Se encuentran en Centroamérica: vertiente atlántica de Panamá y del sur de Costa Rica.